# Фана
Фа̀на (на италиански: Fanna; на фриулски: Fane, Фане) е село и община в Северна Италия, провинция Порденоне, автономен регион Фриули-Венеция Джулия. Разположено е на 274 m надморска височина. Населението на общината е 1572 души (към 2010 г.).
В 1976 г. селото е повредено от силни земетресения.